# Sång till friheten (sång)
"El día feliz que está llegando" (Den lyckliga dagen som kommer), svensk titel "Sång till friheten", är en melodi skriven av kubanen Silvio Rodríguez Domínguez 1980. Den svenskspråkiga texten skrevs av Björn Afzelius, som spelade in den 1982 på albumet Innan tystnaden. Sången finns också upptagen i psalmboken Cantarellen.
Afzelius text är inte en översättning av originaltexten som handlar om en man som är på väg ur en lång, djup depression.
Sången blev snabbt populär bland olika dansband. Den spelades in av bland andra Tonix 1983 på albumet Möt mej i Stockholm och av Roosarna 1984 på albumet Jag tror att jag är fast för dej. 1984 spelades den även in av Stefan Borsch på albumet Sizzi.